# Liste des accidents ferroviaires en France dans les années 1880
La liste des accidents ferroviaires en France dans les années 1880, est une liste non exhaustive, chronologique par années.

## 1880
- 3 février 1880 - Dans le brouillard, à 19 h 0, un omnibus pour Argenteuil s’apprêtant à faire halte en gare de Clichy - Levallois est rattrapé par un direct circulaire Ouest-Nord. On dénombrera 16 morts et 94 blessés[1]. Le 10 juillet suivant, le tribunal correctionnel de Paris attribuera au mécanicien du train tamponneur et au conducteur[a] du train tamponné, tous deux tués dans l'accident, l'essentiel de sa responsabilité, mais condamnera à 4 mois de prison et 50 F d'amende deux aiguilleurs considérés comme ayant eux aussi manqué à leurs obligations[2].

- 16 août 1880 - Sur la ligne de Tarascon à Sète-Ville, le matin, un train allant à Lyon déraille. Le chauffeur est tué, plusieurs personnes sont blessées[3].

## 1881
- 9 janvier 1881 - Sur la ligne Paris-Strasbourg, vers 16 heures, en gare de Mézy, un train de marchandises en manœuvre est percuté par un train direct venant d'Épernay, dont le chauffeur et le chef de train sont tués, le mécanicien blessé, ainsi qu'une dizaine de voyageurs[4].
- 28 janvier 1881 - À la sortie du tunnel de Midon, sur la ligne d'Annonay à Saint-Rambert-d'Albon, un train de marchandises heurte un amoncellement de rochers tombés de la montagne. Le mécanicien et le chauffeur, écrasés par le tender, sont tués ; les deux conducteurs[a] et le serre-frein sont blessés[5].
- 22 mars 1881 - Peu après la Gare de Bondy, la locomotive du train de banlieue no 73 quitte les rails après avoir heurté un wagon vide en dérive sur la voie. Elle est heurtée à son tour par la machine du train no 70 de sens contraire. On dénombrera 1 mort et 22 blessés[6].
- 6 juin 1881 - Le lendemain de son inauguration[7], la ligne Tulle-Clermont-Ferrand connait son premier accident. Vers 9 heures, après son départ de la gare de Volvic, le train venant de Tulle déraille en abordant une courbe de 250 mètres de rayon à une vitesse excessive, faute d'une connaissance suffisante de la ligne par le mécanicien. Le serre-frein est tué, et 18 personnes, dont 15 voyageurs, sont blessées[8].
- 12 août 1881 - À son entrée en gare de Belfort, l'express Calais-Belfort percute un rapide pour Paris. Quatre voitures sont écrasées. On en tirera un mort et huit blessés graves[9].
- 27 août 1881 - Sur la ligne Toulon-Nice, près de la gare du Trayas, Vers 7 heures 35, le train mixte marchandises-voyageurs venant de Marseille déraille sur une section de voie où un rail a été ôté par malveillance. La locomotive et les 4 wagons de marchandises qui la suivent tombent d'une hauteur de 15 mètres. Le mécanicien et le chauffeur sont tués. Sept voyageurs et deux conducteurs[a] sont blessés[10].
- 28 août 1881 - Sur la ligne Paris-Belfort, au petit matin, entre les gares de Jussey et de Montureux, un train de voyageurs en détresse par suite de l'avarie d'une de ses deux machines est percuté par celui qui le suivait. Dans le train tamponné, un voyageur est tué, six sont blessés[11].
- 5 septembre 1881 - Charenton-le-Pont : en gare de Charenton le rattrapage par un rapide venant de Lyon d'un train omnibus en provenance de Montargis fait 26 morts et de nombreux blessés[12].

- 19 septembre 1881 - Sur la ligne de Cavignac à Coutras reprise par le réseau de l'État, vers 2 heures, entre Lapouyade et Guîtres les dernières voitures d'un train de voyageurs déraillent, semble-t-il par suite d'un écartement de la voie dans une courbe. Un garde-frein est tué, dix-neuf militaires se rendant à Libourne sont blessés, dont deux grièvement[13].

## 1882
- 16 février 1882 - Sur la ligne de Veynes à Briançon, à la suite d'une rupture d'attelage dans la montée de 25 pour mille vers La Freissinouse un train de marchandises venant de Gap perd huit wagons qui repartent en arrière et dévalent la pente. Cinq d'entre eux déraillent et tombent dans un ravin. Un serre-frein et un conducteur[a] sont tués[14].
- 30 avril 1882 - Entre Narbonne et Carcassonne, sur la ligne Toulouse-Narbonne, un train de marchandises venant de Nîmes déraille vers 19 heures. Le chauffeur est tué, quatre autres cheminots, dont le mécanicien et le conducteur[a] du train sont grièvement blessés[15].
- 16 juillet 1882 - À Escautpont, un tramway ramenant à Valenciennes le public d'un hippodrome déraille, faisant deux morts et de nombreux blessés[16].
- 13 août 1882 - Sur la ligne Agen-Périgueux, vers huit heures, rencontre de deux trains de sens contraire entre les gares du Buisson et de Siorac. Un mécanicien, un chef de train et un garde-frein sont tués[17].
- 23 décembre 1882 - À Vendargues, près de Montpellier, un train de ballast de retour de travaux sur la nouvelle ligne de Sommières déraille. L'un des ouvriers qui y avaient pris place est tué en sautant pour échapper à l'accident[18].

## 1883
- 1er février 1883 - Sur la ligne Lyon-Roanne, entre les gares de L'Arbresle et de Saint-Romain-de-Popey, une machine haut-le-pied dont le mécanicien n'a pas respecté la signalisation percute un train de voyageurs, faisant un mort et neuf blessés. Le responsable de la collision, bien qu'invoquant une fatigue excessive due à la surcharge de travail, sera condamné à 15 mois de prison et 300 F d'amende par le Tribunal correctionnel de Villefranche[19].
- 5 juillet 1883 - Près de Lille, à la bifurcation des lignes de Valenciennes, Tournai et Somain, un train venant de Valenciennes déraille à 10 heures, et un rail traverse une voiture de première classe. On comptera un mort et 7 blessés graves[20].
- 15 août 1883 - À 16 heures 20, sur la ligne de Gray à Culmont-Chalindrey, la locomotive et cinq voitures d'un train de voyageurs venant de Gray déraillent entre Maâtz et Culmont-Chalindrey et dévalent le remblai. Le mécanicien est tué, le chauffeur, le chef de train et cinq voyageurs sont gravement blessés, vingt-cinq autres voyageurs sont contusionnés[21].
- 1er novembre 1883 - Sur la ligne de Paris au Mans, vers minuit, une machine-haut-le-pied rentrant au dépôt percute le train poste Paris-Brest à l'arrêt en gare de La Ferté-Bernard, écrasant le fourgon de queue et deux voitures. Un voyageur est tué, dix -neuf autres sont blessés[22].
- 29 novembre 1883 - La Ligne de Ploërmel à La Brohinière est encore en construction par l'État avant sa remise le 1er janvier 1884 à son concessionnaire, la Compagnie de l'Ouest. Vers 19 heures, alors qu'une locomotive revient du chantier en poussant un wagon à ballast sur lequel ont pris place trente huit ouvriers rentrant du travail, elle entre en collision frontale près de Saint-Méen avec un train de wagons vides circulant en double traction. Dans le choc, dix-huit des ouvriers sont tués sur le coup, et quinze si grièvement blessés que plusieurs succomberont par la suite[23].

## 1884
- 14 mai 1884 - Sur la banlieue Nord, vers 22 heures 55, avant Saint-Denis, un train de voyageurs percute un train de marchandises, dont le mécanicien est tué. La collision fait également 31 blessés[24].
- 29 décembre 1884 - Entre les gares de Roumazières et d'Exideuil-sur-Vienne, sur la ligne de Limoges à Angoulême, vers 19 heures 30, un train de voyageurs pour Limoges déraille, faisant un mort et quatorze blessés[25].

## 1886
- 7 janvier 1886 - Sur la ligne Nantes-Pornic, entre La Bernerie et Pornic, un train mixte déraille par suite de la rupture d'un rail. La locomotive, le fourgon et trois wagons quittent la voie. Le mécanicien et le chef de train sont tués sur le coup, le chauffeur, blessé, meurt peu après. Les voyageurs sont indemnes[26].
- 2 février 1886 - En gare de Fontvielle, sur la ligne d'Arles à Fontvielle du réseau de la Société nouvelle des chemins de fer des Bouches-du-Rhône, un train déraille. Le mécanicien est tué[27].

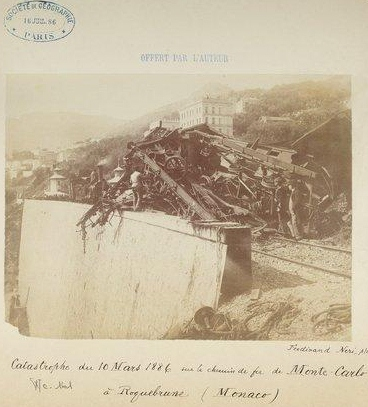
catastrophe de Roquebrune.

- 10 mars 1886 - Sur la ligne de Marseille à Vintimille, le chef de gare de Roquebrune laisse par erreur partir sur la voie unique un train pour Nice, alors que celui de Monte-Carlo a déjà lancé en sens contraire un train pour Vintimille. La collision des deux convois a lieu vers 16 heures 45 dans une courbe surplombant la mer. Derrière les deux locomotives qui se heurtent de front, dix voitures se télescopent et se disloquent, quatre tombent au pied de la corniche. L'accident fera 3 morts et 23 blessés[28].
- 5 mai 1886 - En gare d'Angers, à 20 heures, à la suite d'une erreur d'aiguillage, un train de marchandises en cours de manœuvre est heurté par un train mixte marchandises/voyageurs venant de Nantes, dont le mécanicien, le chauffeur et un graisseur sont tués. Le mécanicien de la machine tamponnée et un voyageur sont blessés[29]. Un mois et demi plus tard, le tribunal correctionnel d'Angers jugera responsable de l'accident un homme d'équipe remplaçant un aiguilleur absent un court instant, et le condamnera à deux mois de prison[30].
- 21 mai 1886 - En gare de Tournay, vers 12 heures, un train de marchandises pour Toulouse est en cours de garage afin de laisser passer un rapide lorsqu'il déraille. Un serre-frein meurt écrasé dans sa guérite[31].
- 22 juillet 1886 - Vers 5 heures, sur la ligne de Saumur à Château-du-Loir, ouverte une semaine auparavant, un train mixte marchandises/voyageurs venant de Paris déraille entre Chenu et Château-la-Vallière. Le chauffeur et le chef de train sont tués, le mécanicien et un voyageur sont blessés[32].
- 12 novembre 1886 - Vers 11 heures 50, sur la Ligne de Lyon-Perrache à Marseille-Saint-Charles (via Grenoble), minée par des pluies continues, la montagne s'effondre au passage d'un train de voyageurs venant de Marseille deux kilomètres avant son arrivée en gare de Sisteron, ensevelissant d'abord la locomotive et une voiture de première classe, puis, l'éboulement progressant, le reste du convoi. L'accident fait six morts et une vingtaine de blessés[33].

## 1888
- 2 janvier 1888 -  Sur le réseau à voie métrique de la Société des chemins de fer du Périgord, un train de ballast participant à la construction de la ligne de Périgueux à Brantôme  déraille dans une courbe, faisant deux morts et quatre blessés[34].
- 5 septembre 1888 - Sur la ligne Paris-Dijon, dans la descente suivant le tunnel de Blaisy-Bas, près de Velars, vers 2 heures, l'express Paris-Genève déraille à 60 km/h par suite de la déformation des rails. Immédiatement après, arrive sur l'autre voie l'express Modane-Paris. Les machines se percutent et chutent de chaque côté du talus, et la plupart des voitures se télescopent et sont disloquées. L'accident fera 9 morts et une dizaine de blessés graves[35].

- 4 octobre 1888 - Sur la ligne de Lyon à Chambéry par Saint-André-le-Gaz, vers huit heures, à la sortie du tunnel de l'Épine, par suite d'une mauvaise transmission des informations sur un train en détresse, la collision entre le train mixte régulier venant de Lyon et une locomotive de secours envoyée de Chambéry fait deux morts et six blessés[36].

## 1889
- 11 février 1889 - En gare de Villers-Bretonneux, sur la ligne d'Amiens à Laon, vers 11 heures 35, un train de marchandises en manœuvre est pris en écharpe par l'express Bâle-Calais, dont la locomotive et les trois premières voitures déraillent. Le chauffeur de l'express est tué, mais les voyageurs sont tous indemnes[37].
- 13 février 1889 -  Sur la ligne Paris-Bruxelles, vers 20 Heures 15, près de Maubeuge au passage d'un aiguillage, deux express, l'un pour Paris, l'autre pour Bruxelles, se prennent en écharpe. Les deux machines déraillent et un wagon de première classe est enfoncé. On en tirera un voyageur norvégien mort, bien que sans blessure apparente. Cinq autres personnes sont contusionnées[38].
- 10 mars 1889 - Sur la ligne de Pont-l'Évêque à Honfleur, peu avant d'arriver à Honfleur, vers 14 heures, un train-poste déraille. Le mécanicien et le chauffeur sont tués, le chef de train et le conducteur[a] sont blessés, les voyageurs sont indemnes[39].
- 11 août 1889 - Sur la ligne de Caen à Trouville, vers 8 heures 30, juste après Troarn, un train déraille à la halte de Bures-sur-Dives. Le chef de train et la femme du garde-barrière sont tués, le mécanicien, le chauffeur et 4 des 20 voyageurs sont blessés[40].
- 20 novembre 1889 - Sur la ligne de Lens à Ostricourt, en gare de Billy-Montigny, une machine de marchandises en manœuvre prend en écharpe un train de voyageurs allant de Lens à Lille, dont la machine et le fourgon sont renversés. Le chauffeur est tué, le mécanicien et six voyageurs sont blessés[41].
- 20 novembre 1889 - À 11 heures 35, entre les gares de Bordeaux-Bastide et Bordeaux-Saint-Jean, un train de marchandises de 40 wagons des compagnies d'Orléans et du Midi déraille par suite du blocage d'un aiguillage. La machine, le tender, le fourgon et huit wagons se renversent et se disloquent. Le chef de train est tué, le mécanicien blessé[42].